# Lexias dirtea
Lexias dirtea is een vlinder uit de onderfamilie Limenitidinae van de familie Nymphalidae. De wetenschappelijke naam van de soort is, als Papilio dirtea, voor het eerst geldig gepubliceerd in 1793 door Johann Christian Fabricius.

## Kenmerken
De zwarte vleugels van het mannetje hebben een blauwe band langs de achtervleugelranden. Het veel grotere vrouwtje is donkerbruin met meerdere gele stippen.

## Leefwijze
Mannetjes drinken het sap van rotte ananas.

## Verspreiding en leefgebied
Deze soort komt voor in de oerwouden van India, Pakistan, Myanmar, Maleisië en Indonesië langs paden en bosranden.

## Ondersoorten
- Lexias dirtea dirtea
- Lexias dirtea boisduvalii (Boisduval, 1836)
  - = Adolias boisduvallii
- Lexias dirtea khasiana (Swinhoe, 1893)
  - = Symphaedra khasiana
- Lexias dirtea montana (Hagen, 1896)
  - = Symphaedra dirtea var. montana
- Lexias dirtea annae (Hagen, 1896)
  - = Symphaedra annae
- Lexias dirtea palawana (Moore, 1897)
  - = Adolias palawana
- Lexias dirtea javana (Fruhstorfer, 1898)
  - = Adolias dirtea javana
- Lexias dirtea dirteoides (Fruhstorfer, 1913)
  - = Euthalia dirtea dirteoides
- Lexias dirtea dolia (Fruhstorfer, 1913)
  - = Euthalia dirtea dolia
- Lexias dirtea chalcedonides (Fruhstorfer, 1913)
  - = Euthalia dirtea chalcedonides
- Lexias dirtea agosthena (Fruhstorfer, 1914)
  - = Adolias dirtea agosthena
- Lexias dirtea bontouxi (Vitalis de Salvaza, 1924)
  - = Euthalia dirtea bontouxi
- Lexias dirtea merguia (Tytler, 1926)
  - = Adolias merguia
- Lexias dirtea roepkei (Toxopeus, 1949)
  - = Adolias dirtea roepkei
- Lexias dirtea iwasakii Okubo, 1983
- Lexias dirtea toonchai Murayama & Kimura, 1991
- Lexias dirtea inimitabilis Tsukada, 1991
- Lexias dirtea insulanus Tsukada, 1991
- Lexias dirtea aquilus Tsukada, 1991
- Lexias dirtea baliaris Tsukada, 1991